# بمب‌گذاری قطار قاهره-حیفا ۱۹۴۸
در جریان جنگ ۱۹۴۸ فلسطین، در ۲۹ فوریه و بار دیگر در ۳۱ مارس، واگن‌های نظامی قطار قاهره - حیفا توسط گروه نظامی صهیونیست لحی بمب‌گذاری شد.

## زمینه
حملات به خط قطار در سال ۱۹۴۷ آغاز شده بود. در ۲۲ آوریل ۱۹۴۷، قطار در خارج از رخووت مین گذاری شد، بمب‌گذاری باعث کشته شدن پنج افسر انگلیسی، دو بزرگسال عرب و یک کودک ۳ ساله به نام گیلبرت بلادی شد.
در ۱۵ می ۱۹۴۷، خط قطار هفت بار در جنوب لیدا بمباران شد. در یک بمب‌گذاری بین عکا و حیفا، دو ستوان ارتش بریتانیا کشته، دو تن دیگر به شدت مجروح و پنج تن دیگر زخمی شدند. یکی از مسافران بر اثر انفجار یک بمب دیگر در اوایل روز، بر اثر خروج قطار از ریل مجروح شد. سه خدمه در اثر انفجار قطار باری آنها از ریل مجروح شدند. سه پل راه‌آهن در این حملات آسیب دیدند.
در ۹ آگوست ۱۹۴۷، ایرگون یک قطار نیروهای بریتانیایی را در شمال لد، اسرائیل بمباران کرد و مهندس یهودی را کشت.
در ۲۹ سپتامبر ۱۹۴۷، قطار توسط ایرگون در بیست مایلی جنوب حیفا بمباران شد. لوکوموتیو، واگن زغال سنگ و دو واگن کابین از ریل خارج شدند و یک نفر در بیمارستان بستری شد.

## بمب‌گذاری
در ۲۹ فوریه، گروه اسرائیلی لحی، قطار را در شمال رخووت بمب گذاری کرد و ۲۸ سرباز انگلیسی را کشت و ۳۵ نفر را زخمی کرد. در این انفجار به غیرنظامیان آسیبی نرسید. در این عمیلیات، یک یا چند بمب (یا مین) گذاشته شده بود. لحی مسئولیت بمب‌گذاری در قطار بریتانیا را بر عهده گرفت و مدعی شد که این انفجار انتقام بمب‌گذاری در خیابان بن یهودا در اورشلیم بوده است. قطار اکسپرس معمولی مسافربری روزانه بود که چهار واگن نظامی به آن متصل شده بودند.
در ۳۱ مارس، قطار دوباره در نزدیکی بنیامینه، یک شهر یهودی در نزدیکی قیساریه مین گذاری شد و ۴۰ غیرنظامی، اکثراً عرب، کشته و ۶۰ نفر دیگر زخمی شدند. نیویورک تایمز این حمله را نیز به گروه لحی نسبت داد.